# Sachen Künga Nyingpo
| Tibetische Bezeichnung                                                              |
| ----------------------------------------------------------------------------------- |
| Tibetische Schrift: ས་ཆེན་ཀུན་དགའ་སྙིང་པོ།                                               |
| Wylie-Transliteration: sa chen kun dga’ snying po                                   |
| Aussprache in IPA: [satɕʰẽ kỹka ɲiŋpo]                                              |
| Offizielle Transkription der VRCh: Saqên Günga Nyingbo                              |
| THDL-Transkription: Sachen Künga Nyingpo                                            |
| Chinesische Bezeichnung                                                             |
| Traditionell: 薩千貢噶寧波、袞噶寧波、 薩欽•貢噶娘波、薩欽貢噶寧波                  |
| Vereinfacht: 萨千贡噶宁波、衮噶宁波、 萨钦·贡噶娘波、萨钦贡噶宁波                   |
| Pinyin:Sàqiān Gònggá Níngbō, Gǔngá Níngbō, Sàqīn Gònggániángbō, Sàqīn Gònggá Níngbō |

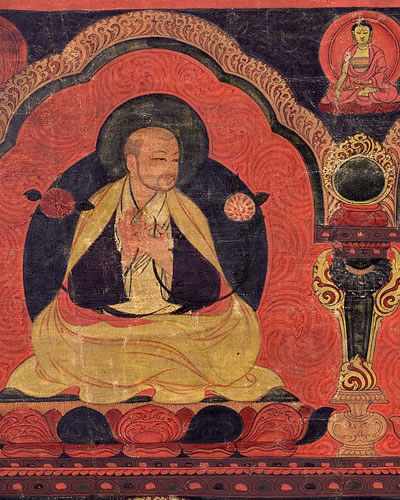
Sachen Künga Nyingpo

Sachen Künga Nyingpo (* 1092 in Sakya Dzong; † 1158) gehört zu den „fünf ehrwürdigen Meistern“, die die Sakya-Tradition des tibetischen Buddhismus zur vollen Blüte brachten. Zu diesen „fünf Meistern“ zählen neben Sachen Künga Nyingpo Sönam Tsemo, Dragpa Gyeltshen, Sakya Pandita Künga Gyeltshen und Chögyel Phagpa.
Sachen Künga Nyingpo war Sohn des Khön Könchog Gyelpo, der als Gründer des ersten Klosters Sakya („Graue Erde“), zugleich der erste Thronhalter von Sakya (Sakya Thridzin) war. Sachen Künga Nyingpo war darüber hinaus Schüler der großen Übersetzer der Sakya-Schule, nämlich des Bari Lotsawa, des zweiten Sakya Thrizin und des Drogmi Lotsawa. Er studierte acht Jahre bei ihm wichtige Lehren von Sutra und Tantra und galt aufgrund seiner Verwirklichung als Ausstrahlung der großen Bodhisattvas Avalokitesvara und Manjushri. Sachen Künga Nyingpo systematisierte alle Lehren der Sakya-Tradition und schuf so das besondere Lehrgebäude der Schule. In der Sakya-Schule kommt ihm große Verehrung aufgrund seiner Schriften zum Hevajra-Tantra und der damit zusammenhängenden systematischen Lehre des Lamdre (Pfad und Frucht) zu. Sachen Künga Nyingpo wurde dritter Sakya Thridzin. Sein Sohn Sönam Tsemo (1142–1182) wurde vierter Thronhalter.